# Li Ching-Yuen
Li Ching-Yuen sau Li Ching-Yun (în chineză simplificată: 李清云; în chineză tradițională: 李清雲; pinyin: Lǐ Qīngyún; d. 6 mai 1933) a fost un erborizator chinez, care se presupune că ar fi trăit peste 256 de ani. El pretindea că s-a născut în 1736, în timp ce alte înregistrări (disputate) sugerau că s-ar fi născut în anul 1677. Ambele pretinse durate de viață, de 197 și 256 de ani, respectiv, depășesc cu mult cea mai mare durată de viață confirmată, de 122 de ani și 164 de zile, a franțuzoaicei Jeanne Calment. Adevărata lui dată a nașterii nu a fost niciodată determinată. S-a relatat că el ar fi fost artist marțial, herbalist și consilier tactic.